# Alcanís
Alcanís (antic topònim Al-Kanís) és una unitat de població del municipi de Rosselló a la comarca del Segrià (Lleida). El nucli està situat al nord-est del poble de Rosselló, entre la Séquia Major i el Canal de Pinyana. La unitat de població integra cases i masies en disseminat que es disposen al voltant de l'antiga colònia i del polígon industrial d'Al-Kanís.
El terme de Rosselló comprèn la colònia tèxtil del Canís […] Aquest municipi és travessat de S a N per la carretera N-230 de Lleida a la Vall d’Aran. Una pista enllaça aquesta carretera amb la Colònia Alcanís (colònia del Canís).
Població: Alcanís (Colònia). Nucli: la Colònia Alcanís, 36 habitants. Disseminat: Disseminat de la Colònia Alcanís, 10 habitants.